# Jean Abdel-Nour
Jean Mounir Abdel-Nour (in arabo جان منير عبد النور‎?; Beirut, 29 novembre 1983) è un ex cestista libanese.

## Carriera
Con il Libano ha disputato due edizioni dei Campionati mondiali (2006, 2010) e sei edizioni dei Campionati asiatici (2005, 2007, 2009, 2011, 2015, 2017).